# Kloostri (rzeka)
Kloostri – rzeka w prowincji Harjumaa w Estonii długości 36 kilometrów. Powierzchnia jej dorzecza wynosi 91,7 km². Rzeka uchodzi do Zatoki Fińskiej.